# 桜倉ケン
桜倉 ケン（さくら けん、10月31日 - ）は、日本の占星術。

## 略歴
中学生の頃にタロットカードとの出会いが占いと出会いのきっかけ占いと手品を融合した芸が受け人づてに伝わり、関係者の目に止まる。占いの連載スタート時、未成年だったため周りのスタッフの勧めでプラスの年齢を公表して連載をスタート その後、多数の雑誌やスマホ向けアプリに提供する。
現在は学業を優先するために、２０１７年から拠点をカナダに移し国内での活動を休止中（本人のブログより）。

## 人物
トランプづくりが趣味で今までに30種類以上自作しており、友人の誕生日などにプレゼントしている。猫好きを公言しており現在3匹の猫と暮らしている。名前はタコ、イカ、もずく。無糖炭酸水が主飲料である。
もっとも落ち着く場所は水族館であり、特にイソギンチャクとチンアナゴのコーナーの前には2時間いても飽きない。紅白饅頭の赤は好物であるが白には興味がない。千歳飴もしかり。冷房の温度を29度以下には設定しないエコな考えを持っている。目玉焼きはサニーサイドアップ派。
嫌いな質問は「きのこ派？たけのこ派？」であり、聞かれるとものすごい速さで逃げてしまう。